# Église Saint-Nicolas de Krupac
Pour les articles homonymes, voir Église Saint-Nicolas.
L'église Saint-Nicolas de Krupac (en serbe cyrillique : Црква Светог Николе у Крупцу ; en serbe latin : Crkva Svetog Nikole u Krupcu) est une église orthodoxe serbe serbe située à Krupac, dans le district de Pirot et dans la municipalité de Pirot en Serbie. Elle est inscrite sur la liste des monuments culturels protégés de la république de Serbie (no SK 663),. 

## Présentation
L'église a été construite dans la première moitié du XVIIe siècle.
Elle s'inscrit dans un plan rectangulaire avec des absides demi-circulaires dans la zone du chœur. Ses parties les plus anciennes remontent à une basilique de l'Antiquité tardive, c'est-à-dire au Ve ou au VIe siècle ; en revanche, elle a été dotée d'un narthex en 1866, reconstruit en 1995, et le vaste porche de la façade occidentale est récent.
À l'intérieur, la plupart des fresques d'origine ont été préservées. Leur style conduit à penser qu'elles ont été réalisées par des peintres d'origine grecque. À l'époque ottomane, les fresques ont été repeintes à hauteur d'homme et les yeux et les bouches des personnages représentés ont été poignardés ; l'église a été repeinte en 1866 mais les travaux alors effectués n'ont pas été complètement préservés.
L'édifice a été inscrit sur la liste des monuments culturels de Serbie en 1984 ; en plus de l'église, le campanile et la maison paroissiale avec l'appartement du prêtre sont également protégés.